# The Verve
A The Verve 1990-ben alapított britpop együttes volt az angliai Wiganből. Az 1995-ben megjelent A Northern Soul és az 1997-es Urban Hymns című albumaik szerepelnek az „1001 lemez, amit hallanod kell, mielőtt meghalsz” című könyvben. Legismertebb slágerük a Bitter Sweet Symphony.

## Diszkográfia
- A Storm in Heaven (1993)
- A Northern Soul (1995)
- Urban Hymns (1997)
- Forth (2008)

## Fordítás
- Ez a szócikk részben vagy egészben  a   The Verve című angol Wikipédia-szócikk fordításán alapul.  Az eredeti cikk szerkesztőit annak laptörténete sorolja fel. Ez a jelzés csupán a megfogalmazás eredetét és a szerzői jogokat jelzi, nem szolgál a cikkben szereplő információk forrásmegjelöléseként.